# David Adriaan Emaar
David Adriaan Emaar (Rilland-Bath, 21 juli 1908 – Groningen, 27 december 1975) was een Nederlandse architect, met name actief in de provincie Groningen.

## Leven en ervaring
David Emaar was architect in de Groningse plaats Winsum. Hij was lid van het Nederlands Architectengenootschap (NAG).
Opgeleid als timmerman op de ambachtsschool in Veendam. Direct na de ambachtsschool heeft hij in de praktijk het ontwerpvak geleerd bij de architecten Evert Rozema (1892–1964) in Appingedam en Willem Reitsema (1885–1963) in Leens. In de loop van de tijd heeft hij praktijkervaring opgedaan in de begeleiding van werken voor gemeenten als Appingedam, Delfzijl en Hoogeveen. De beginperiode van 1928 tot 1935 werkt en tekent hij bij Rozema en Reitsema met de stijlkenmerken van de Amsterdamse School (in Groningen). In zijn werk in de periode rondom de Tweede Wereldoorlog is een bescheiden invloed van de Delftse School zichtbaar. Vanaf 1937 tot 1957 is hij gemeentearchitect in de gemeente Winsum. In 1957 kiest hij ervoor als zelfstandig architect verder te gaan. Eerst in compagnonschap met J.G. Deelman uit Leek onder de naam van Architectenbureau Emaar en Deelman. Vanaf 1964 heeft hij het bureau alleen voortgezet, tot aan zijn overlijden in 1975.
In de jaren zestig gaat hij een samenwerkingsverband aan met zijn collegae H. Groefsema uit Groningen, Barend Teunis Kleinenberg uit Musselkanaal en J.A. van der Sluis uit Gorredijk. Ze noemden zich Werkgroep EGKS, de beginletters van hun namen in alfabetische volgorde. Hierbij gaat het om het ontwikkelen en toepassen van kunststofgevelonderdelen. Het idee ontstond tijdens een vergadering van de Noordelijke Contactgroep van Particuliere Architecten onder voorzitterschap van J.A. van der Sluis. In Stadskanaal aan De Weegbree (22–25) werd in 1967 een rij woningen als prototype gebouwd. Het experiment was voor de architectengroep "een teleurstellende ervaring".
Zijn werkgebied was voornamelijk in het noordwesten van de provincie Groningen: Winsum, Ezinge, Eenrum, Leens, Ulrum, Zoutkamp.

## Werken in de tijd
De werkzaamheden en ontwerpen van David Emaar zijn terug te vinden in de Groninger Archieven. De lijst met werken is samengesteld aan de hand van onder meer de alfabetische lijsten van het bureau. De lijst omvat honderden werken en is waarschijnlijk niet volledig.
Er zijn een drietal periodes te onderscheiden:
- 1928–1937 – teken- en ontwerpwerk onder verantwoording van architecten Rozema en Reitsema, particulier werk in Boskoop en werkzaamheden bij diverse gemeenten
- 1937–1957 – gemeentearchitect gemeente Winsum en particulier architect
- 1957–1975 – zelfstandig architect, van 1958 tot 1964 in maatschap met J.G. Deelman

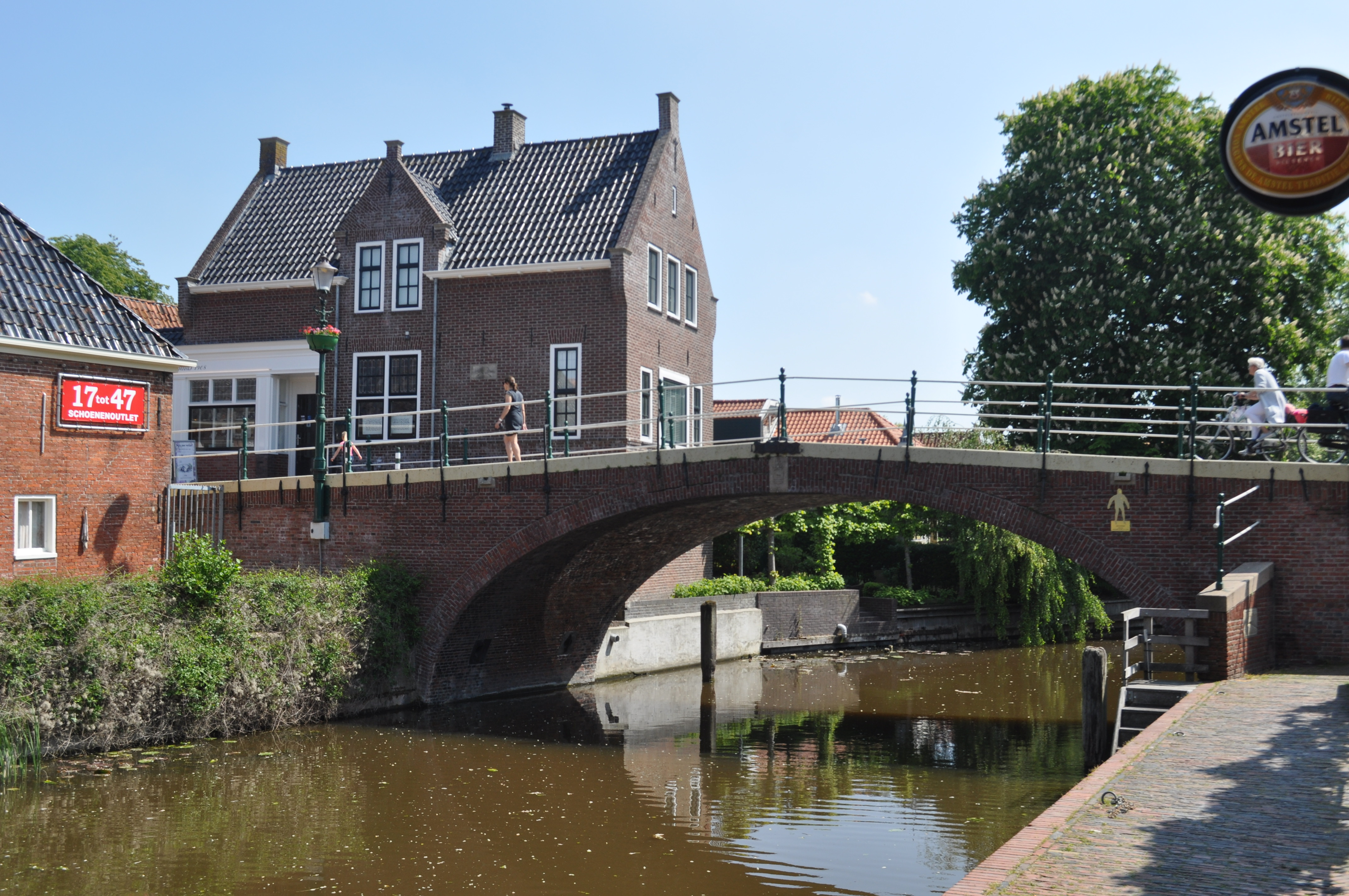
woning Datema/Pannekoek Winsum-Obergum

## Voorbeelden van architectuur

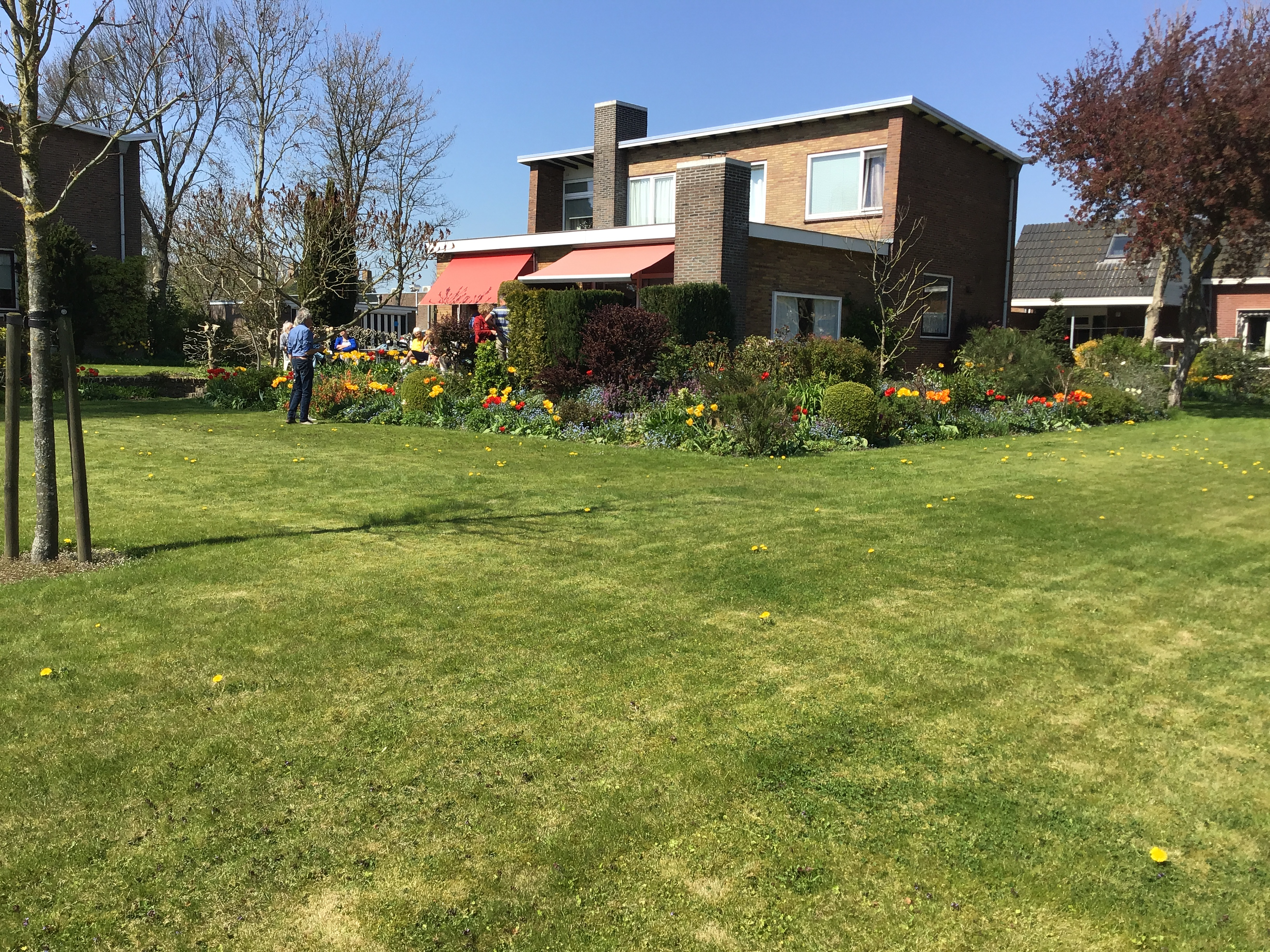
Provincialeweg 4, Sauwerd

Enkele kenmerkende voorbeelden van de architectuur zijn:
- 1940 – winkel en woning familie Datema Hoofdstraat Obergum[5][6]
- 1940 – lagere landbouwschool Reindersstraat Winsum (deels afgebroken)[7]
- 1950 – christelijke ULO Winsum (inmiddels afgebroken)
- 1956–1957 – Doopsgezinde Kerk met pastorie Eenrum[8]
- 1959 – landarbeiderswoningen Kloosterburen[9]
- 1959–1960 – twee woningen Sauwerd, Provincialeweg 2 en 4
- 1962 – nieuwbouw lagere landbouwschool Borgweg Winsum[10]
- 1968 – “plastic huizen” Stadskanaal[11]